# Yugotrip
Yugotrip ist ein deutsches  Filmdrama aus dem Jahr 2004. In der Hauptrolle spielt Stipe Erceg einen jungen Bosnier, der von seinen Erfahrungen im Krieg wieder eingeholt wird. Premiere hatte der Film am 29. Januar 2004 auf dem Filmfestival Max Ophüls Preis in Saarbrücken. Im Fernsehprogramm lief der Film im Rahmen der Reihe Debüt im Ersten erstmals am 28. Oktober 2004 im Ersten.

## Handlung
Der junge Bosnier Dejan ist einige Jahre zuvor wegen des Bosnienkriegs nach Deutschland geflüchtet. Er lebt mit einem guten Freund seines Vaters in einer Flüchtlingsunterkunft. Dejan wird immer wieder von Erinnerungen verfolgt, hat Flashbacks und sieht seine früheren besten Freunde. Um diesen Erinnerungen zu entfliehen, trinkt er Alkohol oder raucht Joints. In einem Rausch läuft er der jungen Anna nachts vor ihr Auto. Am nächsten Tag ruft Dejan die Nummer an, die Anna im Krankenhaus hinterlegt hat, und beide treffen sich auf einen Drink. In einem Bistro scheint eine Angestellte in Dejan jemanden zu erkennen und kann gerade noch davon abgehalten werden, mit einer Gabel auf ihn loszugehen.
Anna ist fasziniert von Dejan und versucht, ihn und seine Welt besser kennenzulernen. Sie gehen aus, erfahren Dinge über den anderen und springen auch schon mal übermütig von einer Brücke ins Wasser. Sie kommen sich langsam näher, doch Dejan überkommen immer wieder Rückblenden und aggressive Ausbrüche. Als sie miteinander schlafen, hört Dejan die sexistischen Sprüche seiner Freunde und wird aggressiv. Anna kann ihn abwehren, Dejan läuft davon. Er hat wieder Flashbacks an den Krieg, als er und seine Freunde eine Frau verfolgt und vergewaltigt haben. Es war die Frau aus dem Bistro. Seine drei Freunde wurden damals auf der Flucht erschossen, nur er konnte dem Krieg entkommen. Er offenbart sich Jo, doch dieser möchte Dejan nicht mehr wieder sehen. Seine Ehe ist an der Vergewaltigung seiner Frau durch einen Soldaten zerbrochen. Auch bei Anna kann Dejan keinen Zuspruch erwarten, sie hat genug von seinem Verhalten und beschlossen, die Stadt zu verlassen. Dejan versucht in seiner Verzweiflung, die bosnische Frau zu finden. Doch diese arbeitet nicht mehr im Bistro und von einer Nachbarin erfährt er, dass sie ausgewandert sei und meinte „Man könnte nicht weit genug weg sein“. Auf die Frage, woher er sie kenne, sagt Dejan: „Aus dem Krieg.“

## Produktion
Szenen des Films wurden unter anderem in Köln am Wilhelmplatz und in Berlin gedreht.

## Rezeption

### Kritiken
Das Lexikon des internationalen Films schreibt: „Thematisch interessantes (Fernseh-)Drama über emotionale Kriegsfolgen und die Macht des Verdrängten, in dem die Geschichte durch psychologische Ungenauigkeiten und hölzerne Dialoge umkippt und den (Vergewaltigungs-)Täter fast schon als bemitleidenswertes Opfer erscheinen lässt.“
Kritiker Rainer Tittelbach gibt Yugotrip in seiner Bewertung bei tittelbach.tv insgesamt 4 von 6 möglichen Sternen. Der Film sein „ein Migranten-Drama, das sich weniger mit dem Leben in der Fremde auseinandersetzt, als vielmehr mit den Gespenstern der Vergangenheit.“ Die Regisseurin und der Kameramann hätten eindrucksvoll Bilder erschaffen, um die Ausnahmesituation des Protagonisten darzustellen. Es geht um die Frage nach Schuld. Nadya Derado habe einen „aufwühlenden, sperrigen und sehr authentischen Films“ geschaffen, in dem sie die Überzeugung vermittelt „Jeder hat sich schuldig gemacht“.

### Auszeichnungen
- 2004: Max Ophüls Preis für Stipe Erceg (Bester Nachwuchsdarsteller)[5]